# Roberta Lena
Roberta Lena (Bologna, 2 maggio 1963) è un'attrice e regista italiana.

## Biografia
Si è formata alla Civica Scuola d'Arte Drammatica Piccolo Teatro di Milano (ora Paolo Grassi) e al Centro Sperimentale di Cinematografia di Roma. Tra i suoi docenti si ricordano Massimo Castri, Thierry Salmon, Gian Maria Volonté, Ingrid Thulin, Giuseppe De Santis, Giuliano Montaldo, Gianni Amelio, Akira Kurosawa, Lindsay Kemp.
Ha lavorato e lavora dall'inizio degli anni '80 come attrice professionista in teatro, soprattutto sperimentale (Kripton, Alessandra Vanzi, Arturo Annecchino, Walter Manfrè), e nel cinema con importanti autori (tra gli altri Marco Bellocchio, Marco Tullio Giordana, Richard Attenborough, Paolo Virzì, Kim Rossi Stuart, Gianluca Tavarelli, Giuseppe Tornatore, Guido Chiesa) interpretando in 5 film il ruolo di protagonista. È stata coprotagonista nel film premio Oscar Nuovo Cinema Paradiso. 
Nel desiderio di varcare i confini italiani ha riscoperto la commedia dell'arte lavorando in tutta Europa anche nel mondo della musica barocca, accanto a musicisti come Rolf Lislevand e Jordi Savall interpretando "la Follia" nella sua opera Eloge de la folie. 
Come regista dagli anni '90 ha affrontato diverse tipologie di teatro, dalla commedia dell'arte all'opera contemporanea passando per il teatro di parola e il teatro danza. Molti sono gli attori che hanno lavorato nelle sue produzioni: Toni Servillo, Fabrizio Gifuni, Filippo Timi, Fabrizio Bentivoglio, Angela Finocchiaro, Gigio Alberti, Chiara Caselli, Stefano Benni, Donatella Finocchiaro e Vinicio Capossela. 
In contemporanea, dalla fine degli anni '90, è nata la necessità di usare il teatro come strumento di militanza nella società civile immaginando e collaborando a progetti con lo scopo di creare connessioni tra diverse realtà per implementare la conoscenza reciproca atta a combattere qualunque forma di razzismo. Ha collaborato quindi al dialogo interreligioso e interrazziale con diversi progetti tra i quali Le vie sacre, sostenuto dalle massime cariche religiose (Papa Giovanni XXIII, Imam Mahmud Hammad Shwayta, rabbino Elio Toaff…), con il comune di Roma che ha visto esibire all’Acquario Romano 100 artisti internazionali appartenenti a tutte le comunità religiose presenti sul territorio durante il Giubileo; Apollo11, un laboratorio fondato con altri artisti per dimostrare come fosse possibile fare arte con progetti all’avanguardia e multietnici a bassissimo costo, facendo scuola per rassegne culturali che vivono ancora nel panorama romano e nazionale e coinvolgendo extracomunitari e residenti d’origine presenti nel territorio del quartiere Esquilino (Orchestra di Piazza Vittorio, Coro dei giovani di piazza Vittorio, Poeti dal mondo). Con lo stesso spirito ho collaborato come consulente e come regista al Festival Torino Spiritualità’ (2013/2016) e come produzione, organizzazione e direzione artistica col Festival AREA per i beni comuni (2015) alla cui causa hanno aderito con la loro presenza grandi artisti e pensatori internazionali e artisti quali Vandana Shiva, Yanis Varoufakis, Caetano Veloso, Gilberto Gil. In tutti i Festival e le rassegne che l'hanno vista coinvolta ha dedicato particolare attenzione alla produzione di spettacoli di teatro d’immersione. 
Fin dagli esordi si è occupata della formazione delle giovani generazioni con laboratori e spettacoli.
Dal 1999 al 2001 ha lavorato anche a RaiSat curando le edizioni per RAI SAT RAGAZZI (Orsetto PB e suoi amici, Teletubbies, Sesame Street) e RAI SAT ARTE (Downtown 81).
Ha pubblicato il suo primo libro nel 2020 Dove sei?.
Il suo primo film da regista DeAndré DeAndré - Storia di un impiegato è stato alla 78ª Mostra d'arte Cinematografica Biennale di Venezia evento speciale.

## Filmografia

### Cinema
- Fotografando Patrizia, regia di Salvatore Samperi (1984)
- La visione del sabba, regia di Marco Bellocchio (1988)
- Appuntamento a Liverpool, regia di Marco Tullio Giordana (1988)
- Nuovo Cinema Paradiso, regia di Giuseppe Tornatore (1988)
- Con i piedi per aria, regia di Vincenzo Verdecchi (1989)
- Il caso Martello, regia di Guido Chiesa (1992)
- Per non dimenticare, regia di Massimo Martelli (1992)
- America, regia di Fabrizio Ruggirello (1992)
- Arcipelago Emilia-Romagna, regia di Alessandro Giupponi (1992)
- Amare per sempre, regia di Richard Attenborough (1996)
- La prima volta, regia di Massimo Martella (1999)
- Il caso Gadamer, regia di Vieri Franchini Stappo (1999)
- Un amore, regia di Gianluca Maria Tavarelli (1999)
- Oltremare - Non è l'America, regia di Nello Correale (1999)
- Qui non è il paradiso, regia di Gianluca Maria Tavarelli (2000) - non accreditata
- Quando una donna non dorme, regia di Nino Bizzarri (2000)
- Operazione Rosmarino, regia di Alessandra Populin (2002)
- Caterina va in città, regia di Paolo Virzì (2003)
- Agata e la tempesta, regia di Silvio Soldini (2004)
- Io che amo solo te, regia di Gianfranco Pannone (2005)
- Anche libero va bene, regia di Kim Rossi Stuart (2005)
- Bar Sport, regia di Massimo Martelli (2011)
- Tramonto a nord ovest, regia di Luisa Porrino (2023)

### Televisione
- La storia spezzata, regia di Antonio e Andrea Frazzi (1990)
- Un posto al sole, registi vari (1996)
- In nome della famiglia, regia di Vincenzo Verdecchi (1997)
- Un giorno fortunato, regia di Massimo Martelli (1997)
- I.A.S. - Investigatore allo sbaraglio, regia di Giorgio Molteni (1999)
- Incantesimo 4, regia di Alessandro Cane (2001)
- La squadra, registi vari (2002)
- Gente di mare, regia di Vittorio De Sisti
- Medicina generale, regia di Renato De Maria (2007)
- Maria Montessori - Una vita per i bambini, regia di Gianluca Maria Tavarelli (2007)
- Crimini, registi vari
- Quo vadis, baby?, regia di Guido Chiesa (2008)
- R.I.S. 4 - Delitti imperfetti, regia di Pier Belloni - serie TV, episodio 4x02 (2008)
- Butta la luna 2, regia di Vittorio Sindoni (2009)
- Donna detective 2, regia di Fabrizio Costa (2010)
- Distretto di Polizia 10, regia di Alberto Ferrari - serie TV, episodio 10x02 (2010)

### Cortometraggi
- Asino chi legge, regia di Pietro Reggiani
- Anni di latta, regia di Luca Busso
- Millennium Bang, regia di Alessandra Populin

## Teatro
- Quando Arlecchino scoprì il barocco  con Rolf Lislevand - prodotto da Ministero della cultura norvegese (1995)
- Made in Japan -  scritto con Giulia Merenda - Teatro della Cometa off Roma (2002)
- Incontri ravvicinati - con Emanuele Trevi, Iaia Forte, Marco Lodoli, Elena Stancanelli, Valerio Mastrandrea, Antonio Catania - Apollo 11 (2004)
- Testimonianze - con Pierfrancesco Favino,Valentina Carnelutti, Amalia Grè, Emilio Solfrizzi, Angelo Orlando, Ignazio Oliva - Medici Senza Frontiere/Apollo 11 (2005)
- Mare bianco -  con Cristina Ali Farah, Ingy Mubiiayi, Ribka Sibhatu -  Apollo 11 (2006)
- La buona novella di Fabrizio De Andrè - con Sabina Sciubba, Stefano Benni, Vinicio Capossela, Chiara Caselli - Ministero dei beni culturali e Roma/Europa Festival (2009)
- Smoking Pessoa con Marco Lo Russo musiche Marco Lo Russo - Estate Romana (2011)
- Blowin in the wind  scritto con Vinicio Capossela, Corrado Beldì, Dante Matelli, con Elettra Mallaby, Andrea Gherpelli, Ilaria Graziano -Festival Per Aspera Ad Astra (2013)
- Lo straniero - Un'intervista impossibile di Albert Camus con Fabrizio Gifuni - Torino Spiritualità - vincitore miglior attore Maschere del teatro italiano (2013)
- Variazioni di stile - con Filippo Timi e Ramin Baharami- Teatro Regio di Torino (2013)
- La conquista della felicità - con Toni Servillo e Roberto Prosseda -Teatro Regio di Torino (2014)
- Parabole - Torino Spiritualità/Festival Incanti (2014)
- Lipadusa, Lampedusa con Cesare Bocci, Vincenzo Pirrotta, Massimo Wertmuller, Sandra Ceccarelli, Silvia Gallerano, Fabrizia Sacchi, Alfie Nze - produzione Fabrica (2015)
- L'insostenibile leggerezza dell'essere - con Fabrizio Bentivoglio disegni di Roberto Perini -Teatro Carignano (2015)
- I 4 soli - con Fabrizio Bentivoglio e Roberto Cacciapaglia - Teatro Stabile di Torino (2015)
- Fontamara di Ignazio Silone - con Fabio Troiano e Donatella Finocchiaro - Prodotto da Area festival dei beni comuni (2015)
- Cecità - con Angela Finocchiaro - Teatro Carignano (2016)
- Cuore monello - Regione Piemonte e Circolo dei Lettori di Torino (2016)
- Rotholandus - L'Orlando furioso di Ludovico Ariosto spiegato da Calvino - con Gigio Alberti, Ivan Bert - Teatro Parenti di Milano e Istituto italiano di cultura di Parigi (2016)
- Happy Mary scritto con Lorenza Pieri e Laura Magni con Laura Magni - vincitore de I teatri del Sacro e In Scena, Italian theater festival NEW YORK (2017)
- Nozze combinate - 4 spettacoli nelle residenze Reali con Laura Curino, Piergiorgio Odifreddi, Valentina Diana, Fabrizio Parenti, Edoardo Rossi di Fratta - Piemonte dal vivo (2017)
- Storia di un impiegato - con Cristiano De Andrè - produzione BMUMusic (2018)